# 대전한화생명이글스파크
대전한화생명이글스파크(영어: Daejeon Hanwha Life Eagles Park)는 대한민국 대전광역시 중구 부사동에 있는 야구장이다. 한국프로야구 OB 베어스가 1982년부터 1984년까지, 한국프로야구/KBO 리그 빙그레 이글스/한화 이글스가 1986년부터 2024년까지 홈구장으로 사용하였다.
1964년에 완공되었고 1982년부터 1984년까지 OB 베어스의 홈구장으로 사용되다가 1986년부터 새로 참가한 빙그레 이글스의 홈구장이 되었다. 한화 이글스가 2군 전용 훈련장이 없었을 때에는 2군 홈경기도 이 구장에서 열렸으며, 2군 전용 훈련장이 완공된 후에는 서산야구장에서 2군 경기가 열린다.
2012년 좌우 펜스까지 거리는 97m로 짧지 않으나, 중앙 펜스까지 거리 114m는 한국 프로 야구 팀의 모든 제1 홈구장 중에서 가장 짧아 한화 이글스에 부임한 김응용 감독이 이러한 점을 크게 비판하였다. 펜스도 2.5m로 낮은 편이라 대한민국에서 사용하는 야구장 중 가장 타자 친화적이어서 김응용 감독의 강한 지적으로 인해 2013년 시즌 전까지 펜스 거리를 확장하였다. 또한 기존의 인조잔디를 천연잔디로 교체했는데, 류현진의 포스팅 이적료로 충당하였다.
또한 이 구장은 1990년대 후반에 대한민국 최초로 풀 컬러 전광판을 설치한 구장이다. 2015년 시즌부터 기존 한밭종합운동장 야구장에서 대전한화생명이글스파크로 명칭이 변경되었다.

## 리모델링 및 보수 공사

1차 리모델링 이후 내야 관중석이 증축된 한밭야구장

### 2012년
130억원의 사업비를 투입해 2011년 12월 전면 시설 보수에 착수하여, 2012년 6월 완공되었다. 기존 1만398석의 관람석을 1만3,198석 규모로 2800석 증축되었으며, (내야측 3층 관중석 신설) 스카이박스 6곳이 신설, 주출입구 5곳 증설, 여성화장실 변기 23개 증설, 장애인 승강기 2대신설, 본부석 지붕 교체 등도 이뤄졌다 이와 함께 익사이팅 존 설치, 외야 좌측에 가로 15m, 높이 8m 규모의 전광판 추가, 불펜을 외야 지역의 실내 공간으로 변경, 중계석 개선, 라커룸 정비, 매점 및 편의 시설 개선이 진행되었다.

### 2013년
1차 리모델링에 이어 47억원을 추가로 투입하여 2013년 시즌부터 인조잔디를 천연잔디로 교체하고, 1차 리모델링에서 설치한 전광판의 크기도 기존 가로 15m에서 22m 크기로 교체하였다. 펜스 확장을 통해 기존 좌우 97m에서 100m로, 중앙 거리 114m에서 122m로 확장됐으며, 펜스 높이도 기존 2.8m에서 좌우 3.2m, 중앙 4.5m로 개선됐다. 신설된 특별석은 외야 전광판 주변에 텐트를 설치해 편안한 휴식과 함께 야구를 관람할 수 있는 '캠핑존' 5동과 홈런 담장 주변의 잔디 위에서 관람 할 수 있는 '잔디석', 중앙 지정석 좌우에 원목 나무로 만들어진 '가족석'이 특화된 관람석으로 설치되었다.

### 2014년
한화 이글스는 2014년 시즌을 앞두고 팬 친화적 구장을 만들기 위하여 포수 후면 최고급 관람석 신설, 불펜 외야 이설, 1,3루 덕아웃을 확장하였으며 응원단석도 외야로 이동하였다. 1,3루 덕아웃은 외야측 및 그라운드 방향으로 길이 20m, 폭 4.5m, 높이 2.6m 크기로 확장되었다. 리모델링 이후 한국 프로야구장 최초로 외야 비대칭 펜스 구조를 갖게 되었다.

### 2015년
외야 응원석 확장, 구장 명칭을 대전한화생명이글스파크로 변경 및 메인 전광판 상단에 구조물 설치, 3루 외야측에 태양전지판 설치, 구장 도색, 조형물 설치, 한화 이글스 30주년 현판 설치

### 2016년
응원단상 내야로 복귀, 백보드에 광고판 설치, 외야 한화L&C 홈클라우드존 신설

### 2017년
3루측 외야에 과거 식음료 판매점이었던 곳을 스카이 라운지로 개조 공사, 내야 테이블석 전체 Qi 규격 휴대전화 무선 충전기 설치, 내야 1층 좌석 전체 컵 홀더 설치

### 2022년
홈팀 클럽하우스 리뉴얼, 그라운드 흙 교체, 내/외야 펜스 교체

## 기타
- 대전의 새 야구장 대전한화생명볼파크는 개방형 부지면적 8만 8000m2, 건축면적 1만 7500m2(연면적 5만 2100m2) 부지에 총 2만 2000석[4] 규모로 한밭종합운동장 주경기장 부지에 지어졌다.

## 같이 보기
- 한밭종합운동장